# Pokretne stepenice
Pokretne stepenice ili eskalator (engl. escalator) je uređaj za brzo uspinjanje, pokretni mehanizam izvedene na načelu dizala (elevatora), a u obliku beskrajnoga lanca s električnim pogonom. Služi za prijevoz velikoga broja ljudi (uspinjanje i silaženje) u postajama podzemne željeznice, velikim robnim kućama, podhodnicima i slično.

## Objašnjenje
Pokretne stepenice ili eskalatori prenose osobe i manje pakete neprestano između dva kata, a kao prijenosni (transportni) uređaji, na primjer u podzemnim željeznicama, svladavaju i visine od 25 do 80 metara. Brzina pokretnih stuba normalno iznosi oko 0,5 m/s, a pri većim visinama dizanja i do 0,8 m/s. Uz brzinu od 0,5 m/s na pokretnim stubama širine 600 milimetara postiže se učinak od oko 6 000 osoba/h, a na onima širine 1 000 milimetara i do oko 8 000 osoba/h. Pogonsko postrojenje pokretnih stepenice najčešće je sastavljeno od trofaznog kratkospojenog elektromotora, pužnog prijenosnika i čeljusne kočnice.   
Pokretne stepenice i pokretne trake postavljaju se ondje gdje duže vremena treba prenositi mnogo ljudi, kao na primjer u velikim robnim kućama, na aerodromima, kolodvorima i podzemnim željeznicama. Time se osigurava ne samo udobnost nego se i usmjeruje i ubrzava struja takva prometa.

## Vanjske poveznice
|  | Zajednički poslužitelj ima još gradiva o temi Pokretne stepenice |